# جان فيليب فلوريان
جان فيليب فلوريان (بالفرنسية: Jean-Philippe Fleurian)‏ مواليد 11 سبتمبر 1965 في باريس، هو لاعب كرة مضرب فرنسي سابق بدأ مسيرته كمحترف سنة 1985 وكان يلعب باليد اليمنى، اعتزل اللعب في 1998. أعلى تصنيف له في الفردي كان المركز الـ 37 في سنة 1990.

## روابط خارجية
- جان فيليب فلوريان على موقع رابطة محترفي التنس (الإنجليزية)
- جان فيليب فلوريان على موقع الاتحاد الدولي لكرة المضرب (الإنجليزية)
- جان فيليب فلوريان على موقع كأس ديفيز (الإنجليزية)
- جان فيليب فلوريان على موقع خلاصة التنس.كوم (الإنجليزية)